# Saint-Martin-du-Limet
Saint-Martin-du-Limet település Franciaországban, Mayenne megyében. Lakosainak száma 425 fő (2022. január 1.). Saint-Martin-du-Limet Bouchamps-lès-Craon, Niafles, Renazé, Saint-Saturnin-du-Limet és La Selle-Craonnaise községekkel határos.

## Népesség
A település népessége az elmúlt években az alábbi módon változott:
| Lakosok száma | 435  | 415  | 469  | 470  | 470  | 448  | 444  | 437  | 434  | 425  |
|               | 1968 | 1982 | 1990 | 2006 | 2013 | 2015 | 2017 | 2019 | 2020 | 2022 |